# BASF

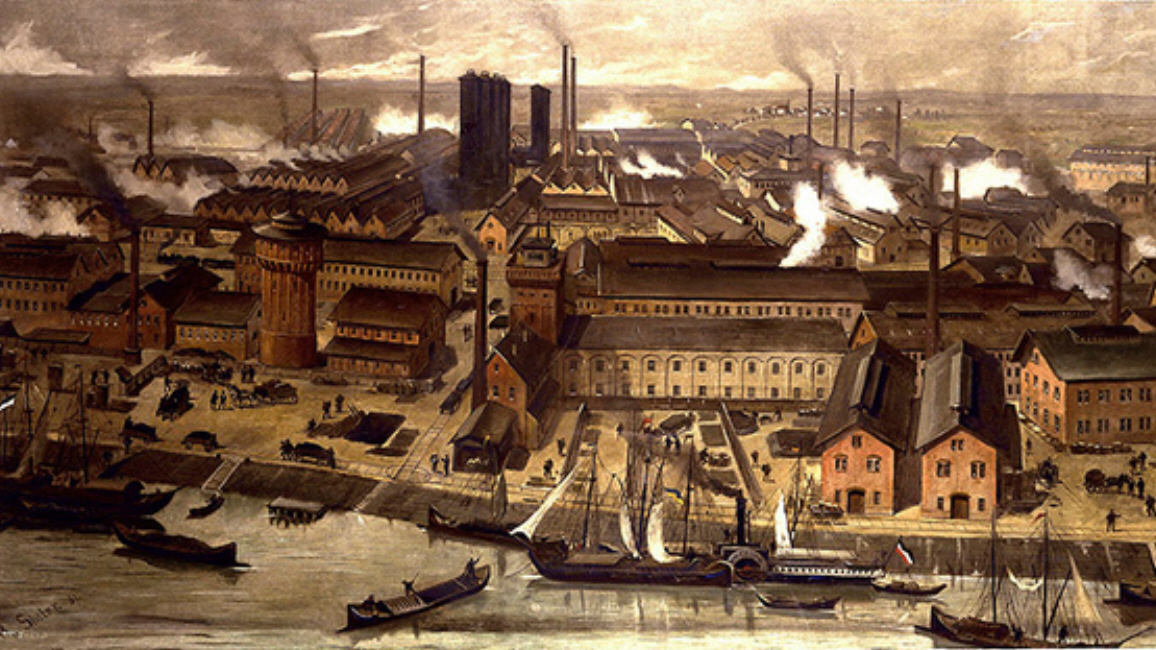
Фабрика у 1881 році

BASF SE (Societas Europaea) — німецький хімічний концерн зі штаб-квартирою у Людвігсгафені (Рейнланд-Пфальц). BASF є найбільшою у світі компанією хімічного спрямування, концерн виробляє широкий спектр продуктів: пластик, фарбу, косметику, харчові добавки, технічні та будівельні хімікати, засоби агрохімічного захисту рослин тощо.
Назва концерну походить від його першої назви Badische Anilin- und Soda-Fabrik, тобто «Баденська анілінова та содова фабрика». З роками продукція компанії неодноразово розширювалася та мінялася, тому залишили тільки абревіатуру, яка нині є зареєстрованою торговою маркою.

## Історія
Коли у 1856 англійський хімік Вільям Перкін отримав з кам'яновугільної смоли перший синтетичний барвник — рожевий анілін, підприємці одразу зрозуміли їх цінність. І вже у 1865 році німецький підприємець Фрідріх Енґельгорн відкрив у Мангеймі фабрику з виробництва порошкових продуктів: аніліну, соди та кислот «Badische Anilin- und Soda-Fabrik» (Баденська анілінова та содова фабрика). Однак невдовзі завод довелося переносити: місцева влада побоювалася, що забруднення повітря негативно вплине на імідж міста, тому фабрику було перевезено на інший берег річки Рейн, до Людвіґсгафена. Фабрика стала містоутворюючим підприємством: завдяки їй маленьке містечко набуло стрімкого економічного розвитку.
Гейнріхом Каро у 1876 році був синтезований барвник «метиленовий синій», на нього компанія отримала перший в Німеччині патент. Розроблені барвники відігравали важливу роль не лише в текстильній ґалузі: німецький мікробіолог Роберт Кох у своїх дослідженнях туберкульозу за допомогою метиленового синього підфарбовував бацили, роблячи їх видимими.
У 1880 році компанія придбала права на виробництво щойно синтезованого методом Геймана індиго — найважливішого на ті часи натурального барвника. У проміжку з 1877 по 1900 року в Німеччині було зареєстровано 528 патентів, що належали BASF.
Для виробництва антрахінонсульфонової кислоти фабрика вимагала значних кількостей олеуму, але наявні методи виробництва були надзвичайно дорогими. Працівник BASF Рудольф Кніч розробив принципово новий метод отримання олеуму, завдяки чому фабрика стала найбільшим виробником сульфатної кислоти. В 1926 році фахівцями компанії було розроблено перше добриво — нітрофоска (скорочено від німецьких назв елементів: Nitrogen, Phosphor, Kalium).
З 1925 по 1952 рік завод входив до німецького концерну IG Farben.

### Друга світова війна
У 1925 році BASF об'єдналася з Bayer, Hoechst AG і трьома іншими компаніями, щоб сформувати IG Farbenindustrie AG. Між 1933 і 1945 роками IG Farben відіграє центральну роль в економіці Німеччини. Під час Другої світової війни компанія розробила отруйний газ, що використовувався в концтаборах та на примусових працях. Кілька директорів і топ-менеджерів IG Farben були засуджені за військові злочини і злочини проти людства.
Хімічні заводи в Людвігсхафені та сусідньому Оппау мали стратегічне значення для війни, бо їхня продукція широко використовувалася німецькими військовими (наприклад синтетичний каучук і бензин). В результаті заводи стали головними мішенями для повітряних нальотів. Протягом війни союзні бомбардувальники атакували заводи 65 разів. Обстріл проходив з осені 1943 і завдав значної шкоди. Виробництво практично припинилося до кінця 1944 року.
У зв'язку з браком робочих-чоловіків під час війни, для роботи на заводах були мобілізовані жінки, а пізніше — військовополонені та іноземні цивільні особи.
У липні 1945 року американська військова адміністрація конфіскувала всі активи IG Farben. У тому ж році Комісія Союзників ухвалила, що IG Farben повинен бути розпущений. Людвигсхафен та Опау перейшли під юрисдикцію французької влади.
Людвіґсхафен був майже повністю зруйнований під час Другої світової війни і згодом був відновлений. Підприємство IG Farben було поділено між союзниками антигітлерівської коаліції в листопаді 1945 року.
Після тривалих переговорів Badische Anilin- und Soda- Fabrik AG був знову заснований 30 січня 1952 як один з п'яти наступників компанії IG Farben.

### Перезаснування BASF
28 липня 1948 в Людвігсхафені стався вибух, в якому загинуло 207  чоловік. У 1952 році BASF було перезасновано завдяки зусиллям Карла Вурстера. Завдяки Німецькому економічному диву в 1950-ті, BASF розширив список своїх продуктів нейлоном. Також BASF розробив полістирол у 1930-х роках і винайшов стиропор в 1951 році.

### Виробництво за кордоном
У 1960 році було розширене виробництво за кордоном — побудовано заводи в Аргентині, Австралії, Бельгії, Бразилії, Франції, Великій Британії, Індії, Італії, Японії, Мексиці, Іспанії та США. Після зміни корпоративної стратегії в 1965 році, був зроблений акцент на більш високовартісні продукти, такі як ізоляційні матеріали, фармацевтичні препарати, пестициди і добрива. Після возз'єднання Німеччини, 25 жовтня 1990 BASF розширила виробництво у Шварцхайде (Східна Німеччина). Згодом було відкрито представництво в Подольську (Росія) у 2012 році, і в Казані в 2013 році.

### Поглинання
У 1968 році BASF (разом з Bayer AG) придбав німецьку компанію Herbol. В 1970 році BASF перебрав собі філії Herbol в Кельні та Вюрцбурзі. Під новим керівництвом відновлення і розширення торгової марки триває. Після великої реорганізації Herbol став частиною новозаснованої Deco GmbH в 1997 році.
У 1969 році придбала 100% акцій нафтогазової компанії Wintershall — найбільшого розробника газових родовищ у Центральній Європі.
У 1999 році європейський підрозділ BASF з виробництва покриттів придбала компанія AkzoNobel. 30 травня 2006 BASF купив Engelhard Corporation за 4,8 млрд доларів. Це поглинання є найбільшим поглинання в історії компанії. BASF є найбільшим у світі виробником каталітичних нейтралізаторів.
Інші придбання в 2006 році: покупка Johnson Polymer та підприємство з виробництва будівельної хімії Degussa. Придбання Johnson Polymer було завершене 1 липня 2006 року. Ціна покупки склала 470 млн доларів на готівкою. Вона забезпечує BASF низкою смол на водній основі. Також 1 липня 2006 була завершена угода з придбання бізнесу будівельної хімії Degussa AG. Ціна покупки капіталу склала трохи менше 2,2 млрд євро. Крім того, угода була пов'язана з боргом 0,5 млрд євро.
Компанія погодилася придбати Ciba (раніше частина Ciba-Geigy) у вересні 2008 року. Запропоновану угоду було розглянуто єврокомісаром з конкуренції, і 9 квітня 2009 року угоду було підписано.
19 грудня 2008 BASF придбав американську компанію Whitmire Micro-Gen разом з британською Sorex Ltd. Sorex є виробником фірмових хімічних і нехімічних продуктів для професійної боротьби з шкідниками.
У січні 2023 року компанія заявила про те, що її спільне підприємство Wintershall Dea з розвідки нафти та газу залишило ринок РФ через вторгнення до України. Іншим власником спільного підприємства є інвестиційна компанія LetterOne російського мільярдера Михайла Фрідмана з часткою участі 72,7%.

## Власники та керівництво
72% акцій BASF належить інституціональним інвесторам (серед яких AXA SA — більш ніж 5%, Allianz AG — 2,6% і General Capital Group — 2,1%).
Курт Бок (Kurt Bock) — голова правління, Еггерт Фошерау (Eggert Voscherau) — голова наглядової ради.

## Структура

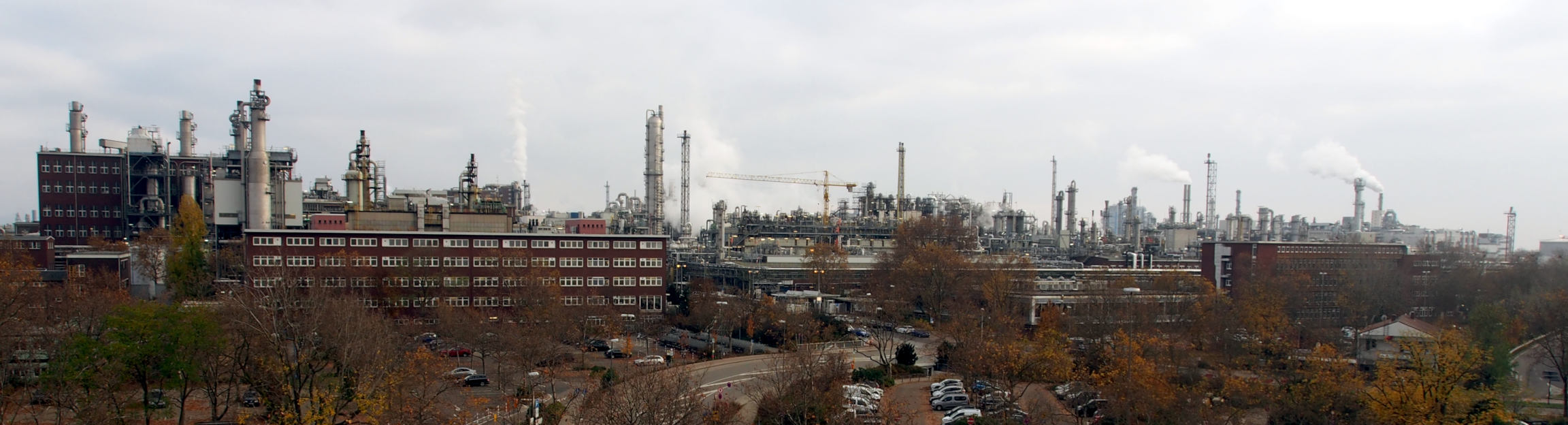
Завод у Людвіґсгафені

Компанія має свої представництва в кожній частину світу, окрім Африки:
- Європа —  Людвіґсгафен-на-Рейні
- Північна Америка —  Флоргем Парк
- Південна Америка —  Сан-Паулу
- Азія —  Гонконг
- Тихоокеанський регіон —  Сінгапур

Інші центри:
- Антверпен
- Фріпорт (Техас)
- Ґеісмар (Луїзіана)
- Нанкін
- Куантан

## Продукція
BASF є виробником пластику, функціональний матеріалів, фарби, косметики, засобів агрохімічного захисту
| Сегмент                      | Підрозділ                    | Продукція | Продажі (2011) | Прибуток (2011) |
| ---------------------------- | ---------------------------- | --- | -------------- | --------------- |
| Хімікати                     | Неорганічні речовини         | Амоніак, метанол, каустична сода, хлор, нітратна та сульфатна кислоти                                          | €12,958 млн    | €2,442 млн      |
| Хімікати                     | Нафтохімічні речовини        | Етен, пропен, бутадієн, бензен, спирти, гліколі                                                                | €12,958 млн    | €2,442 млн      |
| Хімікати                     | Інші продукти                | Бутандіол, форміатна кислота, алкіламіни                                                                       | €12,958 млн    | €2,442 млн      |
| Пластики                     | Функціональні полімери       | Капролактам, адипінова кислота, поліаміди (Ultramid), піни, полібутилен терефталат (Ultradur)                  | €10,990 млн    | €1,259 млн      |
| Пластики                     | Поліуретани                  | дифенілметан диізоціанат (MDI), толуен диізоціанат (TDI), пропіленоксид                                        | €10,990 млн    | €1,259 млн      |
| Технічні продукти            | Фарби та емульсії            | Емульсії, пігменти, барвники                                                                                   | €15,697 млн    | €1,361 млн      |
| Технічні продукти            | Харчові та вітамінні добавки | Каротиноїди, вітаміни, стероли, ензими, харчові кислоти Гераніол, цитронелол, кофеїн, ібупрофен, псевдоефедрин | €15,697 млн    | €1,361 млн      |
| Технічні продукти            | Косметичні засоби            | Суперадсорбенти, пігменти, хелатуючі агенти, УФ фільтри, естери, аміди та ін.                                  | €15,697 млн    | €1,361 млн      |
| Технічні продукти            | Паперові хімікати            | Каолінова глина, матеріали для покриття паперу                                                                 | €15,697 млн    | €1,361 млн      |
| Технічні продукти            | Технічні хімікати            | Антиоксиданти, моторні мастила, охолоджуючі рідини, засоби очистки води                                        | €15,697 млн    | €1,361 млн      |
| Засоби агрохімічного захисту |                              | Імідазолін, фіпроніл, боскалід тощо                                                                            | €4,116 млн     | €0,808 млн      |

## BASF в Україні
Представництво BASF SE в Україні було відкрите в 1992 році в Києві й стало однією з перших місій великих західних концернів в Україні. Регіональні представництва працюють по всіх регіонах країни. Відділ захисту рослин обслуговує також клієнтів у Молдові та на Кавказі. Бізнес BASF в Україні виходить за межі країни. Пластики, дисперсії та пігменти поставляються на ринок Республіки Білорусь.
З 2007 року вся діяльність BASF SE в Україні ведеться через ТОВ БАСФ (Товариство з Обмеженою Відповідальністю). Кількість співробітників, що працює в Україні на теперішній час, складає 120 чоловік.
Компанія заявила про наміри побудувати завод в Обухові Київської області.